# Khayelitsha
Khayelitsha (nouvelle maison en xhosa) est un township de la métropole du Cap, situé à l'est de la ville du Cap. Il est le deuxième plus grand township d'Afrique du Sud après Soweto (858 644 habitants en 2001). Khayelitsha a été fondé en 1984.

## Localisation
Khayelitsha est situé dans le secteur des Cape Flats, bordé au sud par la côte de False Bay, à l'ouest par Mitchell's Plain, à l'est par Macassar et au nord par le faubourg de Blue Downs.

## Quartiers
Khayelitsha se divise en 28 secteurs : Bongani TR, Bongweni, Ekuphumleni, Graceland, Griffiths Mxenge, Harare/Holimisa, Ikwezi Park, Khayelitsha SP, Khayelitsha T2-V2b, Khayelitsha T3-V2, Khayelitsha T3-V3, Khayelitsha T3-V4, Khayelitsha T3-V5, Mandela Park, Monwabisi, RR Section, Silver Town, Solomon Mahlangu, Tembani,Town 3, Trevor Vilakazi, Victoria Merge, Village V1 North, Village V1 South, Village V2 North, Village V3 North, Village V4 North et Washington Square

## Démographie
En 2024, Khayelitsha comptait Environ 1 000 000 habitants. Selon le recensement de 2011, Khayelitsha compte 391 749 habitants, essentiellement issus de la communauté noire (98,62 %). Les Coloureds représentent 0,59 % des habitants et les Blancs environ 0,08 % des résidents.
Les langues maternelles dominantes sont le xhosa (90,54 %) suivi de l'anglais sud-africain (3,22 %).

## Historique
Les autorités municipales du Cap étaient initialement opposées à l'application du Group Areas Act, adopté en 1950, qui imposait aux gouvernements locaux, dans le cadre des lois de l'Apartheid, d'organiser des lieux d'habitats séparés pour les populations en fonction de leur catégorie raciale. Si elles ne commencèrent à zoner et à ségréguer les quartiers qu'en 1957, les autorités municipales du Cap se montrèrent dès lors encore plus sévères et implacables que les autres villes sud-africaines. Dans les années 1980, Le Cap était devenue la ville d'Afrique du Sud où la ségrégation territoriale était la plus aboutie. 
L'annonce de la création d'un nouveau township nommé Khayelitsha est faite en 1983 par Piet Koornhof, ministre de la Coopération et du Développement. En 1985, le secteur désigné en banlieue-est du Cap compte déjà 30 000 résidents. Khayelitsha est alors l'une des dernières tentatives du gouvernement pour faire respecter la Loi d'apartheid sur les zones de résidence. La création de Khayelitsha vise à contrôler le flux croissant de travailleurs migrants en provenance du Cap-Oriental ainsi que la surpopulation qui affecte les autres townships du Cap. La ville se peuple rapidement, mais reste pour partie un bidonville, au début du XXIe siècle, avec l'édification de cabanes en tôle et en bois, posées à même la terre, le long d'autoroutes menant au Cap.
Le 1er janvier 2013, trois grands incendies se déclarent le même jour à Khayelitsha détruisant plus de 800 habitations, tuant 5 personnes et laissant sans abri plusieurs milliers de personnes.

## Politique
Les quartiers de Khayelitsha se partagent entre le 9e arrondissement (sub council 9), le 10e arrondissement (sub council 10), le 23e arrondissement (sub council 23) et le 24e arrondissement du Cap (sub council 24). Ils se partagent également entre dix circonscriptions municipales : 
- la circonscription municipale no 76 (Ikwezi Park - Lentegeur) dont le conseiller municipal est Goawa Timm (DA)[6] ;
- la circonscription municipale no 87 (Mxolisi Phetani - Bongani au sud de Lansdowne Road) dont le conseiller municipal est Mlulami Velem (ANC)[7] ;
- la circonscription municipale no 89 (Barney Molokwana Corner au nord-est de Lansdowne Road - Nonqubela au sud-ouest de Lansdowne Road, au nord ouest de Nyathi Avenue, au nord-est de Zuzani Crescent et de la voie ferrée à Khayelitsha et à l'est de Mew Way) dont le conseiller municipal est Monde Nqulwana (ANC)[8] ;
- la circonscription municipale no 90 (Bongani au sud de Lansdowne Road et à l'ouest de Mew Way - Victoria Mxenge) dont le conseiller municipal est Luvuyo Hebe (ANC)[9] ;
- la circonscription municipale no 92 (Khaya - Harare - Llitha Park) dont le conseiller municipal est Nomvuyo Mofoko (ANC)[10] ;
- la circonscription municipale no 93 (Barney Molokwana Corner au nord-est de Lansdowne Road - Silvertown - Sabata Dalindyebo Square) dont le conseiller municipal est Amos Komeni (ANC)[11] ;
- la circonscription municipale no 94 (Eyethu - Mandela Park au sud-ouest de Govan Mbeki Road - Graceland - Ekuphumuleni - Llitha Park) dont le conseiller municipal est Patrick Mngxunyeni (ANC)[12] ;
- la circonscription municipale no 95 (Kuyasa - Umrhabulo Triangle - Monwabisi - Enkanini Informal Settlement) dont le conseiller municipal est Mpucuko Nguzo (ANC)[13] ;
- la circonscription municipale no 97 (Umrhabulo Triangle - Mandela Park au nord-est de Govan Mbeki Road - Driftsands au sud-ouest de la N2, au nord-est de Baden Powell Drive, au nord de Lansdowne Road, Umrhabulo Triangle et de la zone constructible de Silvertown, au sud-est de Spine Road) dont le conseiller municipal est Mthwalo Mkutswana (ANC)[14] ;
- la circonscription municipale no 98 (Kuyasa - Harare - Endlovini Informal Settlement) dont le conseiller municipal est Anele Gabuza (ANC)[15].

## Personnalités
- Funekat Soldaat, activiste LGBTIQ
- Yola Mgogwana, activiste du climat.